# Ejvind Hansen
Ejvind Willy Hansen  (Fodslette, 28 de julio de 1924-Odense, 19 de diciembre de 1996) fue un deportista danés que compitió en piragüismo en la modalidad de aguas tranquilas.
Participó en dos Juegos Olímpicos de Verano en los años 1948 y 1952, obteniendo una medalla de plata en la prueba de K2 1000 en la edición de Londres 1948. Ganó tres medallas en el Campeonato Mundial de Piragüismo en los años 1948 y 1950.

## Palmarés internacional
| Juegos Olímpicos   | Juegos Olímpicos       | Juegos Olímpicos  | Juegos Olímpicos |
| Año                | Lugar                  | Medalla           | Evento           |
| ------------------ | ---------------------- | ----------------- | ---------------- |
| 1948               | Londres (Reino Unido)  | Medalla de plata  | K2 1000 m        |
| Campeonato Mundial |                        |                   |                  |
| Año                | Lugar                  | Medalla           | Evento           |
| 1948               | Londres (Reino Unido)  | Medalla de bronce | K1 4 × 500 m     |
| 1948               | Londres (Reino Unido)  | Medalla de bronce | K2 500 m         |
| 1950               | Copenhague (Dinamarca) | Medalla de plata  | K1 4 × 500 m     |